# Андріс Джеріньш
Андріс Джеріньш (латис. Andris Džeriņš; 14 лютого 1988, м. Айвієксте, СРСР) — латвійський хокеїст, центральний нападник. Виступає за «Динамо» (Рига) у Континентальній хокейній лізі.
Виступав за ХК «Рига 2000», «Кінгстон Фронтенакс» (ОХЛ), «Динамо» (Рига), «Динамо-Юніорс» (Рига).
У складі національної збірної Латвії учасник чемпіонатів світу 2010, 2011 і 2012 (16 матчів, 0+6). У складі молодіжної збірної Латвії учасник чемпіонатів світу 2007 (дивізіон I) і 2008 (дивізіон I). У складі юніорської збірної Латвії учасник чемпіонатів світу 2005 (дивізіон I) і 2006 (дивізіон I).
Брат: Гунтіс Джеріньш.